# 練馬区立旭町小学校
練馬区立旭町小学校（ねりまくりつあさひちょうしょうがっこう）は、東京都練馬区旭町にある区立の小学校。

## 沿革
- 1955年 豊渓小学校町分校として開校
- 1957年 練馬区立旭町小学校として独立
- 1960年 校旗・校歌の制定

## 校歌
本校の校歌である「風うつくしいこの丘」の作詞を、まど・みちおが担当している。

## 所在地
- 東京都練馬区旭町2丁目29番1号